# Concilie
Een concilie (van het Latijnse woord concilium, samenkomst of vergadering) is een vergadering van regionale christelijke leiders/ambtsdragers. De term Concilie, officieel Oecomenisch Concilie, werd aanvankelijk uitsluitend gebruikt als benaming voor de gezamenlijke bijeenkomsten van christelijke patriarchen tussen de jaren 325 en 787 van onze jaartelling. Sinds het Eerste Vaticaans Concilie slaat het woord concilie in het bijzonder op de vergadering van de rooms-katholieke bisschoppen onder leiding van de bisschop van Rome.
Een concilie op provinciaal niveau wordt ook wel synode genoemd.

## Overzicht
De belangrijke eerste zeven oecumenische concilies in het begin van de kerkgeschiedenis gingen over de vaststelling van de christelijke dogma's, de verhoudingen met de (toenmalige) Romeinse maatschappij en hoe om te gaan met niet-christelijke en 'ketterse' stromingen. Ze worden meestal genummerd van I tot en met VII, maar daarnaast zijn er vele kleinere bijeenkomsten vaak van lokale aard geweest:
- Concilie van Jeruzalem (49)
- Eerste Concilie van Arles (314)
- Concilie van Antiochië (324)
- Eerste Concilie van Nicea (325) - Algemeen oecumenisch concilie I
- Concilie van Sardica (343)
- Tweede Concilie van Arles (353)
- Concilie van Milaan (355)
- Concilie van Sirmium (357)
- Concilie van Alexandrië (362)
- Concilie van Laodicea (367)
- Concilie van Aquileia (381)
- Eerste Concilie van Constantinopel (381) - Algemeen oecumenisch concilie II
- Concilie van Hippo (393)
- Concilie van Carthago (418)
- Concilie van Efeze (431) - Algemeen oecumenisch concilie III
- Concilie van Efeze II (449) - zgn. roverssynode, niet door paus erkend
- Concilie van Chalcedon (451) - Algemeen oecumenisch concilie IV
- Derde Concilie van Arles (452)
- Concilie van Agde (506)
- Tweede Concilie van Orange (529)
- Concilie van Clermont (535)
- Concilie van Aquileia (553)
- Tweede Concilie van Constantinopel (553) - Algemeen oecumenisch concilie V
- Eerste Concilie van Braga (561)
- Tweede Concilie van Braga (572)
- Concilie van Aquileia (579)
- Derde Concilie van Toledo (589)
- Derde Concilie van Constantinopel (680) - Algemeen oecumenisch concilie VI
- Concilie van Trullo of Quinisextum (692) - niet door paus erkend
- Concilie van Aquileia (698)
- Concilie van Soissons (744)
- Concilie van Hieria (754)
- Concilie van Paderborn (785)
- Tweede Concilie van Nicea (787) - Algemeen oecumenisch concilie VII
- Vierde Concilie van Constantinopel (869-870) - 8e oecumenisch concilie (westerse kerk)*
- Vierde Concilie van Constantinopel (879-880) - concilie van de oosterse kerk
- Concilie van Clermont (1095)
- Eerste Lateraans Concilie (1123) - 9e oecumenisch concilie*
- Tweede Lateraans Concilie (1139) - 10e oecumenisch concilie*
- Concilie van Reims (1147)
- Concilie van Tours (1163)
- Derde Lateraans Concilie (1179) - 11e oecumenisch concilie*
- Concilie van Aquileia (1184)
- Concilie van Verona (1184)
- Vierde Lateraans Concilie (1215-1216) - 12e oecumenisch concilie*
- Eerste Concilie van Lyon (1245) - 13e oecumenisch concilie*
- Tweede Concilie van Lyon (1274) - 14e oecumenisch concilie*
- Concilie van Vienne (1311-1312) - 15e oecumenisch concilie*
- Concilie van Zamora (1313)
- Eerste Palamitisch concilie (1341) - panorthodox
- Tweede Palamitisch concilie (1351) - panorthodox
- Concilie van Aquileia (1409)
- Concilie van Pisa (1409)
- Concilie van Konstanz (1414-1418) - 16e oecumenisch concilie*
- Concilie van Bazel (1431) - 17e oecumenisch concilie*
- Concilie van Ferrara-Florence (1439)
- Vijfde Lateraans Concilie (1512-1517) - 18e oecumenisch concilie*
- Concilie van Trente (1545-1563) - 19e oecumenisch concilie*
- Eerste Concilie van Líma (1567)
- Tweede Concilie van Líma (1583)
- Concilie van Jerusalem (1583) - panorthodox
- Concilie van Aquileia (1596)
- Eerste Vaticaans Concilie (1869-1870) - 20e oecumenisch concilie*
- Russisch concilie (1917)
- Tweede Vaticaans Concilie (1962-1965) - 21e oecumenisch concilie*

*Deze concilies worden door de Rooms-Katholieke Kerk als oecumenische concilies erkend, maar niet door de oosters-orthodoxe kerken.